# Clayton Murphy
Clayton Murphy (* 26. Februar 1995 in Greenville (Ohio)) ist ein US-amerikanischer Mittelstreckenläufer, der sich auf die 800-Meter-Distanz spezialisiert hat.
2015 siegte er bei den Panamerikanischen Spielen in Toronto. 2016 erreicht er bei den Olympischen Spielen 2016 in Rio de Janeiro den dritten Rang.
Clayton Murphy studierte an der University of Akron.  2016 unterzeichnete er beim Schuhhersteller Nike, in der zweiten Jahreshälfte 2017 wurde er Teil des Nike Oregon Projects.
Murphy ist mit der Sprinterin Ariana Washington verlobt.

## Persönliche Bestzeiten
- 800 m: 1:42,93 min, 15. August 2016, Rio de Janeiro
  - Halle: 1:45,94 min, 26. Januar 2019, Boston
- 1500 m: 3:36,23 min, 12. Juni 2016, Portland